# Hélène Van den Broeck
Hélène Van den Broeck, geborene Caecilia Thérèse Van den Broeck (* 6. August 1765 in Brüssel; † 12. Mai 1826 in Reiningue) war eine Kapuzinerin, Trappistin und Priorin in Deutschland und Frankreich.

## Leben und Werk
Caecilia Thérèse Van den Broeck war zuerst Kapuzinerin in Brüssel. Am 11. September 1806 trat sie in das Kloster Darfeld-Rosenthal der Trappistinnen ein, wurde am 21. September eingekleidet und legte am 18. Dezember 1807 die Feierliche Profess ab. Sie nahm den Ordensnamen Hélène an. 1808 wurde sie als Nachfolgerin der verstorbenen Priorin Edmond Paul de Barth zur Oberin des Konventes gewählt, der sich bis 1825 in Darfeld halten konnte. Dann führte sie die Nonnen in die von Petrus Klausener vorbereitete Abtei Oelenberg und starb kurz danach. Ihre Nachfolgerin wurde Stanislaus Schey.
Der Oelenberger Konvent der Trappistinnen übersiedelte 1895 in das Kloster Altbronn in Ergersheim und von dort 2009 in das Kloster Baumgarten bei Bernardvillé (Bernhardsweiler).